# Skewer
Os Skewer são uma banda portuguesa de rock da Margem Sul, Barreiro, formada em 2005 por Valério Paula.

## História
A Banda Skewer lançou uma demo com o nome de "I Need Something Stronger" em 2006, o que chamou a atenção de Yannick Jame da Lx Music Publishing Clã, e Fonzie que é a maior Music Publish em Portugal, fundada em 1993 pelo Presidente da Polygram Music Publishing (France), e o primeiro acordo é assinado, logo em seguida os Skewer estreiam com seu EP pela editora Believe Digital. O primeiro trabalho dos Skewer vem com o nome de Whatever em 2007. Após este, a banda recebeu o apoio da Virgin Music, na distribuição online. Com esse álbum já obtiveram reconhecimento, alcançando a posição de número 22 na lista de melhores discos portugueses do ano para os leitores da Blitz em 2008.
Entre 2007 e 2009 os SKEWER são noticias em jornais como Correio da Manhã, Rostos, OSetubalense entre outros, em revistas nacionais como Loud TVI 24, entrevistas são feitas em rádios e Tv's nacionais e internacionais.
O tema Stayed foi transmitido em radios de todos os generos e países; Portuguesas Rádio Barcelos, em 91.9 Mhz (Sinfonias de Aço), Santos Da Casa (Radio Universitaria de Coimbra 107.9FM), Popular FM 90.9 (programa Catedral do Rock), Ratio (Eco FM 104.8), Culto do Imperio (Lousã FM 95.3), XFM, Radar 97.8Fm (Lisboa), RÁDIO - RIBA TÁVORA (Movimenta da Beira) 90.5Fm e 100.8Fm programa Via Nocturna, Cidade FM,  e muitas outras em particular a Best Rock FM, que têm dado destaque às notícias da banda.
O tema também fez parte da animação da MTV Italia Urban Jungle,  era transmitido pela QOOB. Com o lançamento do vídeo clip para o tema "Stayed" do EP-CD Whatever a banda é adicionada a canais como MTV Portugal e Brasil, SUBMAG (Alemanha), FUSE e MUCHMUSIC no Canadá, SIC Radical programa Curto Circuito> e MVM Tv, Canal 79 da ZON (Portugal), além de concorrer premio de caráter mundial como a competição INTERNACIONAL Vimus.
Em 2009 a banda faz parte da votação MTV Portuguese Act de 2009 ao lado de nomes como Buraka Som Sistema, Slimmy.

## CDs e concertos
A banda já deu mais de 300 concertos dentro do país incluindo Festivais como Summer Damnation Fest em Lisboa, Festa da Cidade no Barreiro, Lisboa, Moita, Pinhal Novo eventos importantes no país, em dias que actuavam bandas e artistas como Gabriel Pensador, Da Weasel.
Os Skewer fizeram a sua primeira tour internacional em Novembro e Dezembro de 2009 passando por países como Espanha, França e Belgica, actuando com bandas locais, iniciando a tour em Portugal no side-B Bar em Benavente, onde já actuaram bandas como Bizarra Locomotiva, Nile e Entombed e terminaram em Portugal com os Civic.
Os Skewer já possuem mais três trabalhos: o CD single Drift Away From Here, em 2009, o CD Time, Patience and Hopes, em 2009, o rescente Ep Follow My Way, em janeiro 2011. A banda possui até o momento 4 singles, "STAYED" foi seu maior hit com vinte mil downloads e um video, o single teve mais de 100 mil plays em apenas 2 dias no myspace.
A banda lançou seu terceiro trabalho Drift Away From Here, em Fevereiro de 2009 a canção de mesmo nome. Também foi bem aceita em Portugal garantindo a passagem da banda na Feedback Music TV, em uma versão parecida aos MTV Unpplugged.
Finalmente o primeiro CD dos Skewer foi intitulado Time Patience and Hopes, em Agosto de 2009 que tem como primeiro single a música "Getting a Song" que alcançou os 6 mil players no myspace oficial da banda em apenas 1 dia. Esse mesmo CD contém várias participações; Ana Malhoa, no tema "Bring Me Here" artista muito conhecida no mercado português, iniciou como apresentadora de Tv aos 8 anos além de participação num episódio de "Vip Manicure", um programa de comédia com Ana Bola e Maria Rueff na SIC. O álbum Time Patience and Hopes foi considerado pelo Portal Rock Press como um dos melhores do rock português de 2009.
No tema "Song Against Itself" contou com a voz de Sam Forest dos ingleses Nine Black Alps, que fazem parte da editora Island Records.
Em janeiro de 2011 foi lançado de forma digital o EP "Follow My Way" com primeiros os singles "So Softly e "Follow My Way".

## Integrantes
- Valerio Paula - vocal, guitarra (21 de janeiro de 1977)
- Nuno Ferreira  - guitarrista e backing vocal (3 de setembro de 1975)
- Igor Pedroso - baterista (10 de janeiro de 1988)
- Rui Guerreiro - baixista (11 de abril de 1986)